# Olivier Benassis
Olivier Benassis (né le 19 août 1982 à Perpignan) est un joueur français de rugby à XV évoluant au poste de trois-quarts centre (1,83 m pour 90 kg).

## Carrière

### Clubs successifs
- ES Catalane jusqu'en 2002
- USA Perpignan 2002-2005
- RC Narbonne 2005-2007
- Castres olympique 2007-2008
- AS Béziers 2008-2010
- ES Catalane depuis 2010
- Palau XIII

## Palmarès
- Champion de France espoirs 2005 (avec USA Perpignan).
- Ovale d’or 2017 du XV de l’indépendant (meilleur joueur amateur du département, en tant que troisième ligne centre)